# Mizerów

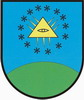
Nieoficjalny herb wsi Mizerów

Mizerów (niem. Miserau) – wieś w Polsce w województwie śląskim, w powiecie pszczyńskim, w gminie Suszec.

## Położenie
Leży na Równinie Pszczyńskiej, ok. 10 km na zachód od Pszczyny. Zabudowania ciągną się w większości wzdłuż prawego brzegu Pszczynki.
| SIMC    | Nazwa       | Rodzaj    |
| ------- | ----------- | --------- |
| 0222048 | Borki       | część wsi |
| 0222054 | Konradów    | część wsi |
| 0222060 | Średni Dwór | część wsi |

W latach 1954–1972 wieś należała i była siedzibą władz gromady Mizerów. W latach 1975–1998 miejscowość administracyjnie należała do województwa katowickiego.

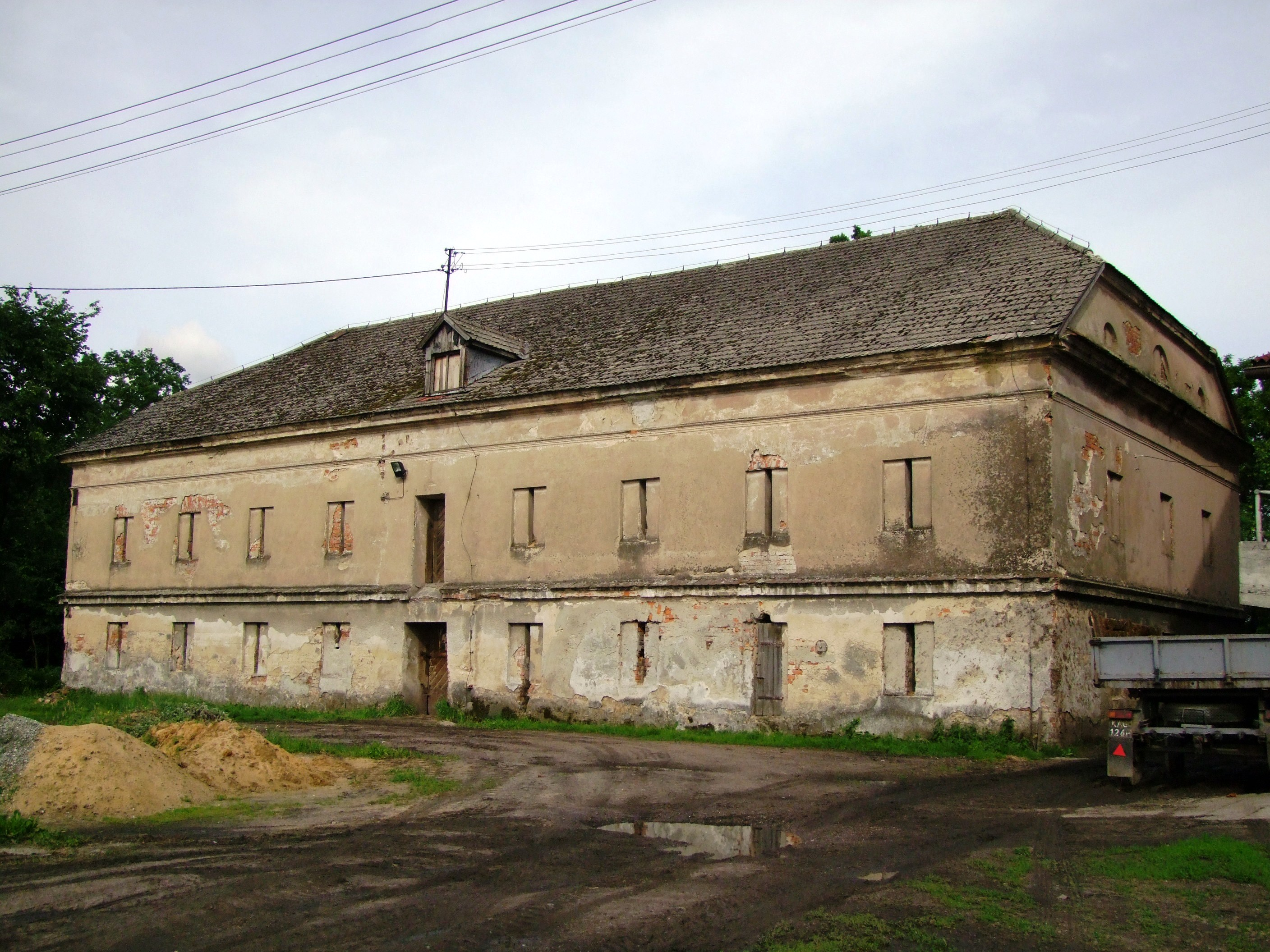
Zabytkowy spichlerz

## Zabytki
- Zarządcówka (ul. Lipki 2) - siedziba dawnego zarządcy okolicznego majątku. Zbudowana w I połowie XIX w. we wschodniej części wsi, późnoklasycystyczna. Zbudowana na rzucie prostokąta z ryzalitami w osi dłuższych boków i późniejszą dobudówką od tyłu[6]. Piętrowa, podpiwniczona, murowana z cegły, potynkowana, nakryta dachem czterospadowym krytym dachówką[7]. Elewacja frontowa siedmioosiowa, elewacje boczne czteroosiowe. W silniej wysuniętym ryzalicie frontowym wgłębny arkadowy portyk z kolumnanmi i fragmentem kamiennej balustrady, zwieńczony trójkątnym frontonem[7]. Archiwolta spinająca od góry kolumny podzielona pasami, w polach pomiędzy nimi oraz po bokach archiwolty płaskorzeźbione rozety; w polu frontonu okrągłe okno, pod portykiem okno półkoliste[6]. Na początku XXI w. budynek gruntownie remontowany.

- Oficyna - klasycystyczna z I. połowy XIX w., murowana, potynkowana. Wzniesiona na planie prostokąta. Parterowa, podpiwniczona, nakryta dachem naczółkowym krytym dachówką. Elewacja frontowa pięcioosiowa. Układ wnętrz dwutraktowy z sienią na osi[6]. Częściowo przebudowana.

- Spichlerz - klasycystyczny z I. połowy XIX w., murowany na rzucie prostokąta. Nakryty dachem naczółkowym krytym dachówką[6]. Piętrowy, kondygnacje rozdzielone gzymsem. Elewacja frontowa dziewięcioosiowa, boczna - czteroosiowa.